# Lubec
Lubec är en kommun (town)  i Washington County i den amerikanska delstaten Maine med en yta av 204,2 km², varav 118,1 km² är vatten, och en folkmängd, som uppgår till 1 652 invånare (2000).

## Kända personer från Lubec
- George H. Moses, politiker